# Терренс Малік
Те́рренс Малі́к (англ. Terrence Malick, нар. 30 листопада 1947) — американський кінорежисер, сценарист, кінопродюсер. Триразовий номінант на премію «Оскар» за фільми «Тонка червона лінія» і «Древо життя», володар Золотого ведмедя 49-го Берлінського міжнародного кінофестивалю за фільм «Тонка червона лінія», Золотої пальмової гілки 64-го Каннського кінофестивалю (2011 р.) за фільм «Древо життя».

## Біографія
Терренс Малік народився в Оттава, Іллінойс або Вейко, Техас у сім'ї Ірени Томпсон і Еміля A. Маліка, геолога. Його дідусі і бабуся були християнами-ассирійцями, іммігрантами з Лівану. Вейко — одне з місць подій його фільму «Древо життя». Т. Малік навчався єпископальній школі Святого Стівена в Остіні, Техас, поки його сім'я жила в Bartlesville, Оклахома. Т. Малік мав двох молодших братів: Кріса і Ларі. Ларі Малік був гітаристом, який виїхав наприкінці 1960-их рр. навчатися до Іспанії в Сеговію. 1968 р. Ларі навмисно пошкодив власні руки внаслідок тиску батька, через його музичні вподобання, а незабаром помер, очевидно здійснивши самогубство.
Т. Малік вивчав філософію в Гарвардському університеті, 1965 р. став членом братерства Фі Бета Каппа. Згодом навчався в коледжі Магдалени (Оксфордського університету) на стипендію Родса. У 1969 р. вийшов переклад Т. Маліка праці М. Гайдеґґера «Vom Wesen des Grundes». Повернувшись назад до США, Т. Малік викладав філософію в Массачусетському технологічному інституті та працював позаштатним журналістом в «Newsweek», «The New Yorker» та «Life».

## Кар'єра
Т. Малік розпочав режисерську кар'єру 1969 р. після здобуття ступеня магістра мистецтв в «AFI Conservatory» Американського інституту кіномистецтва, коли вийшов його короткометражний фільм «Lanton Mills». У Американського інституту кіномистецтва він встановив приятельські контакти з Джеком Ніколсоном, агентом Майком Медевоєм, який запропонував йому роботу сценариста. Т. Маліку приписують авторство сценарію фільму «Кишенькові гроші» (1972 р.). Також він написав початкові проекти сценаріїв «Великих спекотливих красунь!»(1989 р.) і «Брудного Гарі» (1971 р.).
Першою режисерською роботою Т. Маліка над повнометражним фільмом була стрічка «Безплідні землі» (1973 р.), знятий як незалежний фільм. У головних ролях Мартін Шин і Сіссі Спейсек зіграли молоду пару-злочинців, що здійснювали вбивства в 1950-их рр.
Наступний повнометражний фільм Т. Маліка вийшов 1978 р. під назвою «Райські дні» — про любовний трикутник, який розвивається на фермі в Техасі напередодні першої світової війни. У цьому фільмі Т. Малік та його команда експериментували з нетрадиційним монтажем і методами закадрового голосу. «Райські дні» отримали премію Американської кіноакадемії за найкращу операторську роботу, а також приз за найкращу режисуру на Канському кінофестивалі (1979 р.).
Після виходу «Райських днів» Т. Малік розпочав роботу над проектом кінофільму, названого «Q» (для кіностудії «Paramount»). Т. Малік запланував масштабну постановку про військові дії на Близькому Сході під час першої світової війни. Поступово сценарій змінювався: спочатку в нього був включений пролог, що оповідав про походження життя на Землі, потім він став основною сюжетною лінією. Під час підготовки до постановки він несподівано переїхав в Париж і зник з громадського життя. Наступні роки вів життя самітника, не знімав кіно і не спілкувався з журналістами, здобув репутацію «Селінджера від кіно».
Через двадцять років після виходу фільму «Райські дні» Т. Малік екранізує 1998 р. фільм «Тонка червона лінія» — вільну адаптацію роману Джеймса Джонса. У фільмі було зібрано великий ансамбль відомих голлівудських акторів. Фільм був номінований на сім премій «Оскар» Американської кіноакадемії, виграв «Золотого Ведмедя» на 49-му Берлінському кінофестивалі та здобув визнання кінокритиків.
2005 р. вийшов наступний фільм Т. Маліка під назвою «Новий Світ», який показував романтичну інтерпретацію сюжету Джона Сміта і Pocahontas. Фільм був номінований на премію «Оскар» за найкращу режисуру. Загалом фільм дістав змішані відгуки кінокритиків, однак, попри це, був проголошений одним із найкращих фільмів десятиліття.
П'ятим повнометражним фільмом Т. Маліка стала кінострічка «Древо життя».
2012 року вийшов новий фільм Т. Маліка «До дива» (англ. To the Wonder). Світова прем'єра фільму відбулась 2 вересня 2012 року на 69-му Венеційському кінофестивалі.

## Фільмографія
| Рік  |     | Українська назва    | Оригінальна назва   | Роль                         |
| ---- | --- | ------------------- | ------------------- | ---------------------------- |
| 1973 | ф   | Безплідні землі     | Badlands            | режисер, сценарист, продюсер |
| 1978 | ф   | Дні жнив            | Days of Heaven      | режисер, сценарист           |
| 1998 | ф   | Тонка червона лінія | The Thin Red Line   | режисер, сценарист           |
| 2005 | ф   | Новий Світ          | The New World       | режисер, сценарист           |
| 2011 | ф   | Древо життя         | The Tree of Life    | режисер, сценарист           |
| 2012 | ф   | До дива             | To the Wonder       | режисер, сценарист           |
| 2015 | ф   | Лицар кубків        | Knight of Cups      | режисер, сценарист           |
| 2016 | док | Мандрівка часу      | Voyage of Time      | режисер, сценарист           |
| 2017 | ф   | Пісня за піснею     | Song to song        | режисер, сценарист           |
| 2019 | ф   | Приховане життя     | A Hidden Life       | режисер, сценарист           |
|      | ф   | Остання планета     | The Way of the Wind | режисер, сценарист           |